# Pla de Fenollet
El Pla de Fenollet és una extensa plana agrícola del terme municipal d'Almenar, al Segrià.
Està situat a prop i al sud-oest d'Almenar, a 1,5 quilòmetres de distància. És un altiplà situat entre el Canal d'Aragó i Catalunya, que queda a ponent, i el Canalet de Sant Jaume, situat a llevant. Té continuïtat cap al sud pel Pla de Saragossa, del terme municipal d'Alguaire, i al nord pel Pla d'Aubarrells, del mateix terme d'Almenar. És just al sud-oest del tossalet de lo Sassal.